# Claviceps grohii
Claviceps grohii är en svampart som beskrevs av J.W. Groves 1943. Claviceps grohii ingår i släktet Claviceps och familjen Clavicipitaceae.   Inga underarter finns listade i Catalogue of Life.